# Манос: Руки судьбы
«Манос: Руки судьбы» (англ. Manos: The Hands of Fate) — американский независимый, малобюджетный фильм ужасов 1966 года, автором сценария, режиссёром, продюсером и исполнителем главной роли в котором стал Гарольд Уоррен. По сюжету, семья, отправившаяся в отпуск, потерялась во время путешествия по техасской пустыне. Они застряли в маленьком домике языческого культа, возглавляемого магистром, который решает их судьбу.
Уоррен был страховым агентом и продавцом удобрений из Эль-Пасо, штат Техас, и снял фильм в результате пари со сценаристом Стёрлингом Силлифантом. Большинство актёров и членов съёмочной группы практически не имели опыта в кинематографе. Театральная премьера была плохо принята, фильм шёл только в театре «Капри» в Эль-Пасо и в некоторых кинотеатрах Западного Техаса и Нью-Мексико.
Фильм оставался практически неизвестным, пока в 1993 году не был показан в эпизоде телевизионного сериала «Таинственный театр 3000 года», который высмеивал фильмы категории B. Это создало «Маносу» культовую репутацию одного из худших фильмов. Фильм критиковали за постоянные ошибки в монтаже, целостности повествования, аудиовизуальной синхронизации, темпе и актёрской игре, а также за несколько необъяснимых и несвязных сцен, таких как безымянная пара, неоднократно показанная целующейся в машине, и жёны Мастера, вступающие в драку. Его появление на «Таинственном театре 3000 года» привело к выпуску нескольких DVD-релизов оригинального фильма и трех эпизодов шоу. Оригинальная 16-миллиметровая копия плёнки с фильмом была обнаружена в Калифорнии в 2011 году, 13 октября 2015 года Synapse Films выпустила отреставрированную версию фильма на Blu-ray.
В 2018 году вышел приквел «Манос: Восстание Торго» и сиквел «Манос возвращается».

## Сюжет
Во время отпуска недалеко от Эль-Пасо, штат Техас, Майкл, Маргарет, их маленькая дочь Дебби и собака Пеппи едут по пустыне в поисках места под названием Вэлли Лодж. Маргарет настаивает на том, что они заблудились, а Майкл утверждает, что это не так. Их останавливает местный помощник шерифа за сломанную заднюю фару, но отпускает, потому что Майкл просит его не выписывать штраф во время их «первого отпуска». После долгих кадров езды по фермерским угодьям и пустыне, перемежающихся сценами двух неизвестных подростков, целующихся в машине и пойманных помощниками шерифа, семья, наконец, добирается до неизвестного дома. Причудливый, похожий на сатира Торго присматривает за домом «пока хозяина нет». Майкл и Маргарет с опаской спрашивают у Торго дорогу к Вэлли Лодж, но Торго её не знает. Разочарованный, Майкл просит Торго разрешить ему и его семье остаться на ночь, несмотря на возражения Торго и Маргарет.
В доме Майкл и Маргарет видят тревожную картину с изображением Мастера — мрачного, злобного человека и чёрной собаки со светящимися глазами. Зловещий вой пугает Маргарет, а Пеппи выбегает на улицу. Майкл, вооружившись фонариком и револьвером из машины, идёт искать Пеппи, но обнаруживает её уже мёртвой. Майкл закапывает собаку в пустыне и возвращается в дом. В то же время Торго внезапно чувствует влечение к Маргарет и хочет оставить её себе, вопреки желанию Хозяина жениться на ней. Торго проводит следующие несколько минут, пытаясь поласкать её плечо. Маргарет угрожает рассказать Майклу об ухаживаниях Торго, но Торго убеждает её ничего не говорить, обещая защитить её. Майкл пытается завести машину, но у него не удаётся. Торго сообщает им, что в доме нет телефона, и семья неохотно решает остаться на ночь.
После очередной сцены, в которой Торго подглядывает за переодевающейся Маргарет, Майкл и Маргарет обнаруживают, что Дебби пропала, и отправляются на её поиски. Дебби возвращается, держа в руках поводок большой черной собаки, той самой, что изображена на картине. Следуя за Дебби, Майкл и Маргарет натыкаются на Хозяина и его жен, спящих у пылающего костра. Жены одеты в ночные сорочки, а Мастер — в халат с изображением двух красных рук. Маргарет и Дебби бегут в дом, чтобы забрать свои вещи и спастись. Когда Майкл бежит за ними, появляется Торго и бьёт палкой его по голове, а затем привязывает к столбу. Хозяин просыпается и созывает своих жен, говоря им, что Майкл должен быть принесен в жертву божеству Маносу, а Маргарет и Дебби станут его новыми женами. После чего он уходит.
Другие жёны спорят друг с другом о том, должна ли Дебби стать женой или тоже будет принесена в жертву. В итоге спор превращается в драку. Мастер возвращается и разнимает их, решив принести в жертву Торго и свою первую жену. Тем временем Майкл просыпается, развязывает себя и возвращается в дом, чтобы забрать Маргарет и Дебби. Семья покидает дом и убегает в пустыню. Мастер вызывает Торго и гипнотизирует его, а жёнам приказывает его убить. Две жены пытаются убить Торго, избивая его, пока он мёртвый не падает на землю. Однако затем он приходит в сознание и встаёт. Мастер берёт его за левую руку и сжигает ей в огне. Торго убегает в темноту с обрубком руки, объятым пламенем, а Мастер приносит в жертву свою первую жену.
Когда Майкл, Маргарет и Дебби бегут по пустыне, Маргарет падает и говорит, что не может идти дальше. Перед ними появляется гремучая змея, и Майкл стреляет в неё, шум привлекает внимание помощников шерифа, которые думают, что звуки доносятся из Мексики, и решают оставить всё как есть. Маргарет убеждает Майкла вернуться в дом, так как секта никогда бы не подумала искать их там. Они возвращаются и застают там Хозяина и его собаку. Хозяин сначала медленно идет к ним, но при смене кадров его уже нет в сцене, Майкл бессмысленно выпускает оставшиеся пули в стену, туда где должен стоять Мастер.
Затем фильм переключается на другую пару путешественников, двух женщин, начинающих свой отпуск. Они едут сквозь ливень в поисках укрытия и находят дом Мастера. Заворожённый Майкл приветствует их, говоря им: «Я присматриваю за домом, пока Хозяина нет». Маргарет и Дебби стали женами Мастера, и все спят.

## В ролях
| Актёр                   | Роль                 |
| ----------------------- | -------------------- |
| Том Нейман              | Мастер, он же Хозяин |
| Джон Рейнольдс          | Торго                |
| Дайан Махри             | Маргарет             |
| Гарольд Уоррен          | Майкл                |
| Джеки Нейман            | Дебби                |
| Стефани Нилсон          | жена Мастера         |
| Шерри Проктор           | жена Мастера         |
| Робин Редд              | жена Мастера         |
| Бетти Бирнс             | жена Мастера         |
| Пэт Коберн              | жена Мастера         |
| Пэт Салливан            | жена Мастера         |
| Берни Розенблюм         | парень в машине      |
| Джойс Моллер            | девушка в машине     |
| Уильям Брайан Дженнингс | полицейский          |
| Джордж Кэвендер         | полицейский          |
| Джей Холл               | девушка в кабриолете |
| Лилани Хансард          | девушка в кабриолете |

## Производство
Гарольд Уоррен очень часто появлялся на театральной сцене в Эль-Пасо, штат Техас, а однажды он снялся в телесериале «Трасса 66», где познакомился со сценаристом Стёрлингом Силлифантом. Во время беседы с Силлифантом в местном кафе Уоррен заявил, что снять фильм ужасов совсем не сложно, и поспорил с Силлифантом, что сам сможет снять целый фильм. Заключив пари, Уоррен начал набрасывать первый набросок своего сценария на салфетке прямо в кофейне.
Уоррен вложил в фильм свои 19 000 долларов (эквивалент 159 000 долларов в 2021 году). Он нанял группу актёров из местного театра, со многими из которых он работал раньше, а также несколько моделей из местного модельного агентства. Вместо зарплаты Уоррен пообещал актёрам и съёмочной группе долю от прибыли с проката фильма.
Фильм снимался в середине 1966 года под рабочими названиями «Ложа грехов» и «Пальцы судьбы». Съёмки проходили в основном на ранчо Колберта Колдуэлла, адвоката, который работал в одном офисе с Уорреном и впоследствии стал судьей в округе Эль-Пасо. Большая часть оборудования была взята напрокат, поэтому Уоррен спешил снять максимальное количество сцен, до того как придёт срок отдавать оборудование. На 16-мм камеру Bell & Howell можно было снять максимум 32 секунды, что впоследствии доставило большие проблемы при монтаже.